# Lawrence Walsh

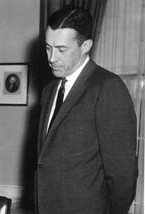
Lawrence Walsh in 1960

Lawrence Edward Walsh (Port Maitland (Nova Scotia), 8 januari 1912 – Oklahoma City, 20 maart 2014) was een Amerikaans rechter en advocaat.
Walsh studeerde voor advocaat. Tussen 1957 en 1960 was hij als adjunct-generaal in functie voor president Dwight Eisenhower. Hierna ging hij in New York werken als advocaat. Hij had zijn eigen kantoor tussen 1961 en 1981. 
In 1986 werd hij aangesteld om de Iran-Contra-affaire te onderzoeken. Zijn werk leidde tot de veroordelingen van John Poindexter en Oliver North. Zijn uiteindelijk rapport over deze zaak had Walsh afgewerkt in 1993. In 2003 publiceerde hij zijn autobiografie.
Walsh was tweemaal gehuwd. Van 1936 tot 1964, toen zijn eerste vrouw overleed, en van 1965 tot 2012, toen zijn tweede vrouw overleed. Walsh had 5 kinderen. Hij overleed zelf in 2014 op 102-jarige leeftijd.